# Saison 2011 des Reds de Cincinnati
La Saison 2011 des Reds de Cincinnati est la 130e saison en ligue majeure (122e en Ligue nationale) pour cette franchise.
Les Reds sont incapables de défendre leur titre de champions de la division Centrale de la Ligue nationale et glissent de la première à la troisième place avec une saison 2011 de 79 victoires et 83 défaites.

## Intersaison

### Cactus League
33 rencontres de préparation sont programmées du 27 février au 29 mars à l'occasion de cet entraînement de printemps 2010 des Reds.
Avec 17 victoires et 14 défaites, les Reds terminent septièmes de la Cactus League et enregistrent la sixième meilleure performance des clubs de la Ligue nationale.

## Saison régulière

### Classement
| Ligue nationale (Division Centrale) | V  | D   | %    | GB |
| ----------------------------------- | -- | --- | ---- | -- |
| Brewers de Milwaukee                | 96 | 66  | .593 | -  |
| Cardinals de Saint-Louis            | 90 | 72  | .556 | 6  |
| Reds de Cincinnati                  | 79 | 83  | .488 | 17 |
| Pirates de Pittsburgh               | 72 | 90  | .444 | 24 |
| Cubs de Chicago                     | 71 | 91  | .438 | 25 |
| Astros de Houston                   | 56 | 106 | .346 | 40 |

### Résultats
| Légende           | Légende          | Légende       |
| victoire des Reds | défaite des Reds | match reporté |
| ----------------- | ---------------- | ------------- |

#### Mars-Avril
Face aux Brewers lors du match d'ouverture à domicile, les Reds jouent une partie décevante et sont logiquement ménés 6-3 au milieu de la neuvième manche. Les Reds renversent la tendance en bas de neuvième en marquant quatre points. Le coup victorieux est un circuit à trois points réussit par Ramón Hernández.

#### Mai
| #  | Date    | Adversaire | Score                                  | Victoire                               | Défaite                                | Sauvetage                              | Affluence                              | Bilan                                  |
| -- | ------- | ---------- | -------------------------------------- | -------------------------------------- | -------------------------------------- | -------------------------------------- | -------------------------------------- | -------------------------------------- |
| 28 | 1er mai | Marlins    | 9 - 5                                  | Nolasco (3-0)                          | Arroyo (3-3)                           | Núñez (9)                              | 26 941                                 | 14-14                                  |
| -  | 2 mai   | Astros     | match reporté (pluie) Reporté au 5 mai | match reporté (pluie) Reporté au 5 mai | match reporté (pluie) Reporté au 5 mai | match reporté (pluie) Reporté au 5 mai | match reporté (pluie) Reporté au 5 mai | match reporté (pluie) Reporté au 5 mai |
| 29 | 3 mai   | Astros     |                                        |                                        |                                        |                                        |                                        |                                        |
| 30 | 4 mai   | Astros     |                                        |                                        |                                        |                                        |                                        |                                        |
| 31 | 5 mai   | Astros     |                                        |                                        |                                        |                                        |                                        |                                        |
| 32 | 6 mai   | @ Cubs     |                                        |                                        |                                        |                                        |                                        |                                        |
| 33 | 7 mai   | @ Cubs     |                                        |                                        |                                        |                                        |                                        |                                        |
| 34 | 8 mai   | @ Cubs     |                                        |                                        |                                        |                                        |                                        |                                        |
| 35 | 9 mai   | @ Astros   |                                        |                                        |                                        |                                        |                                        |                                        |
| 36 | 10 mai  | @ Astros   |                                        |                                        |                                        |                                        |                                        |                                        |
| 37 | 11 mai  | @ Astros   |                                        |                                        |                                        |                                        |                                        |                                        |
| 38 | 13 mai  | Cardinals  |                                        |                                        |                                        |                                        |                                        |                                        |
| 39 | 14 mai  | Cardinals  |                                        |                                        |                                        |                                        |                                        |                                        |
| 40 | 15 mai  | Cardinals  |                                        |                                        |                                        |                                        |                                        |                                        |
| 41 | 16 mai  | Cubs       |                                        |                                        |                                        |                                        |                                        |                                        |
| 42 | 17 mai  | Cubs       |                                        |                                        |                                        |                                        |                                        |                                        |
| 43 | 18 mai  | Pirates    |                                        |                                        |                                        |                                        |                                        |                                        |
| 44 | 19 mai  | Pirates    |                                        |                                        |                                        |                                        |                                        |                                        |
| 45 | 20 mai  | @ Indians  |                                        |                                        |                                        |                                        |                                        |                                        |
| 46 | 21 mai  | @ Indians  |                                        |                                        |                                        |                                        |                                        |                                        |
| 47 | 22 mai  | @ Indians  |                                        |                                        |                                        |                                        |                                        |                                        |
| 48 | 23 mai  | @ Phillies |                                        |                                        |                                        |                                        |                                        |                                        |
| 49 | 24 mai  | @ Phillies |                                        |                                        |                                        |                                        |                                        |                                        |
| 50 | 25 mai  | @ Phillies |                                        |                                        |                                        |                                        |                                        |                                        |
| 51 | 26 mai  | @ Phillies |                                        |                                        |                                        |                                        |                                        |                                        |
| 52 | 27 mai  | @ Braves   |                                        |                                        |                                        |                                        |                                        |                                        |
| 53 | 28 mai  | @ Braves   |                                        |                                        |                                        |                                        |                                        |                                        |
| 54 | 29 mai  | @ Braves   |                                        |                                        |                                        |                                        |                                        |                                        |
| 55 | 30 mai  | Brewers    |                                        |                                        |                                        |                                        |                                        |                                        |
| 56 | 31 mai  | Brewers    |                                        |                                        |                                        |                                        |                                        |                                        |

## Draft
La Draft MLB 2011 se tient du 6 au 8 juin 2011 à Secaucus (New Jersey). Les Reds ont le vingt-septième choix.

## Affiliations en ligues mineures
| Niveau     | Equipe                 | Ligue                    | Manager          | Vic. | Déf. | Classement |
| ---------- | ---------------------- | ------------------------ | ---------------- | ---- | ---- | ---------- |
| AAA        | Louisville Bats        | International League     | Rick Sweet       |      |      |            |
| AA         | Carolina Mudcats       | Southern League          | David Bell       |      |      |            |
| Advanced A | Bakersfield Blaze      | California League        | Ken Griffey, Sr. |      |      |            |
| A          | Dayton Dragons         | Midwest League           | Delino DeShields |      |      |            |
| Rookie     | Billings Mustangs      | Pioneer Baseball League  | Pat Kelly        |      |      |            |
| Rookie     | Arizona League Reds    | Arizona League           |                  |      |      |            |
| Rookie     | DSL Reds               | Dominican Summer League  | Joel Noboa       |      |      |            |
| Rookie     | Venezuelan Summer Reds | Venezuelan Summer League | José Nieves      |      |      |            |